# 철남
"철남"(일본어: 鉄男)은 1989년 개봉한 일본의 공포 영화이다. 츠카모토 신야가 감독·각본·제작을 맡았다.

## 출연

### 주연
- 타구치 토모로오
- 후지와라 케이
- 카나오카 노부

### 조연
- 이시바시 렌지
- 무사카 나오마사
- 츠카모토 신야

## 제작진
- 의상: 후지와라 케이